# 増戸村
増戸村（ますこむら）は東京都の西部、西多摩郡に属していた村。

## 地理
現在のあきる野市の中部、旧五日市町の東部に位置する。
- 河川：秋川、三内川

## 歴史

### 沿革
- 1889年（明治22年）4月1日 - 町村制施行により、伊奈村、山田村、網代村、横沢村、三内村が合併し神奈川県西多摩郡増戸村が成立。
- 1893年（明治26年）4月1日 - 西多摩郡が南多摩郡、北多摩郡と共に東京府へ編入。
- 1943年（昭和18年）7月1日 - 東京都制施行。（東京府廃止。）
- 1955年（昭和30年）4月1日 - 増戸村は五日市町、小宮村、戸倉村とともに合併し、五日市町が発足。増戸村は消滅。

変遷表
| 1868年 以前 | 1868年 以前 | 明治22年 4月1日 | 昭和30年 4月1日 | 平成7年 9月1日 | 現在       |
| ----------- | ----------- | --------------- | --------------- | -------------- | ---------- |
|             | 山田村      | 増戸村          | 五日市町        | あきる野市     | あきる野市 |
|             | 伊奈村      | 増戸村          | 五日市町        | あきる野市     | あきる野市 |
|             | 網代村      | 増戸村          | 五日市町        | あきる野市     | あきる野市 |
|             | 横沢村      | 増戸村          | 五日市町        | あきる野市     | あきる野市 |
|             | 三内村      | 増戸村          | 五日市町        | あきる野市     | あきる野市 |

## 大字
- 山田（やまだ）
- 伊奈（いな）
- 網代（あじろ）
- 横沢（よこさわ）
- 三内（さんない）

## 交通

### 鉄道
- 日本国有鉄道（ → 東日本旅客鉄道）
  - ■五日市線
    - 武蔵増戸駅